# Jive Records
Jive Records là một hãng thu âm có trụ sở tại thành phố New York, thuộc sở hữu của Sony Music Entertainment, và hoạt động dưới sự quản lý của Zomba Label Group. Jive được biết đến với chuỗi thành công của các nghệ sĩ hip hop của hãng vào những năm 80, và với thể loại teen pop cùng các nhóm nhạc nam (boy band) cuối thập niên 90. Từ "jive" được lấy cảm hứng từ Township Jive, một loại nhạc vũ đạo ở Nam Phi. Jive hoạt động như một công ty độc lập từ năm 2002 khi Bertelsmann Music Group mua lại cổ phần của Zomba với số tiền 2.74 tỉ đôla, vào thời điểm đó là số tiền lớn chưa từng có của một công ty độc lập tách ra từ công ty phân phối.

## Quá trình hoạt động

### Khởi động
Zomba, công ty mẹ của Jive, được thành lập vào giữa những năm 70 như một công ty xuất bản và quản lý tại Willesden Street ở London, khách hàng đầu tiên của họ là một thanh niên tên Mutt Lange. Ban đầu, 2 đồng sáng lập của công ty là Ralph Simon và Clive Calder muốn tránh xa các hãng thu âm, tập trung vào các nhạc sĩ và nhà sản xuất của công ty trong khi cho phép các hãng khác phát hành sản phẩm của họ. Sau những năm 70, Zomba mở các chi nhánh ở Mỹ, và Calder bắt đầu mở rộng mối quan hệ kinh doanh với Clive Davis, chủ sở hữu Arista Records, hợp tác phát hành sản phẩm của các nghệ sĩ công ty Zomba.

### R&B và Hip Hop trong những năm 80
Khi Calder và Simon bắt đầu thành lập Jive Records vào năm 1977, Davis đã gặp vấn đề với các ca sĩ nhạc rock ở Bắc Mỹ, và họ nghĩ rằng đây có thể là một vai trò cho Jive để hoàn tất các mối quan hệ cho Mutt Lange. Danh sách các nghệ sĩ thuộc hãng ban đầu bao gồm Tight Fit, A Flock of Seagulls, Billy Ocean, và Samantha Fox. Tuy nhiên, Calder đã có những ý tưởng khác để Jive có thể nổi tiếng. Anh ta phát hiện một thanh niên tốt nghiệp đại học địa phương tên là Barry Weiss, người quen biết nhiều với giới hip hop ngầm trong thành phố, họ cùng nhau chuẩn bị bước vào con đường âm nhạc với nhóm Whodini. Vào năm 1987, Jive cắt đứt quan hệ với Arista, giải phóng họ khỏi quyền lực của Davis, ông ta có quan điểm trái ngược về hip hop thời điểm đó. Khi thập niên 1980 sắp sửa kết thúc, Jive đã ký một loạt hợp đồng với các nghệ sĩ hip hop, bao gồm Too $hort và Schoolly D. Đầu những năm 90, Jive đã trở thành một trong những hãng thu âm đầu tiên với thể loại hip hop làm trụ cột, nhờ vào sự thành công của các nghệ sĩ Whodini, DJ Jazzy Jeff & The Fresh Prince, E-40, A Tribe Called Quest, KRS-One/Boogie Down Productions, và các nghệ sĩ R&B R. Kelly và Aaliyah.

### Pop trong những năm 90
Cuối thập niên 1990, mặc dù hãng đã rất nổi tiếng với thể loại hip-hop, Jive đã ký hợp đồng với các nghệ sĩ như Backstreet Boys, 'N Sync, và Britney Spears—tất cả đều đạt được thành công to lớn đến năm 2000, và đã trở thành những nghệ sĩ có đĩa đơn bán chạy nhất trong lịch sử của hãng. Vào năm 1991, Barry Weiss trở thành CEO và chủ tịch của hãng Jive Records. Weiss rời bỏ hãng vào tháng 3 năm 2011 và làm việc cho Universal Music Group.